# Comuna de Pakosław
Pakosław (polaco: Gmina Pakosław) é uma gminy (comuna) na Polónia, na voivodia de Grande Polónia e no condado de Rawicki. A sede do condado é a cidade de Pakosław.
De acordo com os censos de 2004, a comuna tem 4584 habitantes, com uma densidade 59,1 hab/km².

## Área
Estende-se por uma área de 77,54 km², incluindo:
- área agricola: 71%
- área florestal: 22%

## Demografia
Dados de 30 de Junho 2004:
|                      | Total   | Total | Mulheres | Mulheres | Homens  | Homens |
| -------------------- | ------- | ----- | -------- | -------- | ------- | ------ |
|                      | pessoas | %     | pessoas  | %        | pessoas | %      |
| População            | 4584    | 100   | 2229     | 48,6     | 2355    | 51,4   |
| Densidade (pop./km²) | 59,1    | 100   | 28,7     | 28,7     | 30,4    | 30,4   |

De acordo com dados de 2002, o rendimento médio per capita ascendia a 1306,41 zł.

## Subdivisões
- Białykał, Chojno, Golejewko, Golejewo, Góreczki Wielkie, Kubeczki, Niedźwiadki, Osiek, Ostrobudki, Pakosław, Podborowo, Pomocno, Sowy, Sworowo, Zaorle.

## Comunas vizinhas
- Jutrosin, Miejska Górka, Milicz, Rawicz